# كاشف غرينيار
كاشف غرينيار هو أي مركب كيميائي يحمل الصيغة العامة R−Mg−X، حيث X تمثل أحد الهالوجينات وR تمثل مجموعة كربونية من ألكيل أو أريل. بالتالي فإن كواشف غرينيار هي صنف فرعي من المركبات العضوية الفلزية للمغنيسيوم.
من الأمثلة على كواشف غرينيار مركب كلوريد ميثيل المغنيسيوم CH3MgCl أو بروميد فينيل المغنيسيوم C6H5MgBr.
لكواشف غرينيار أهمية كبيرة في الاصطناع العضوي، خاصة لإنشاء روابط كربون-كربون جديدة. تتميز بأنها ذات نشاط كيميائي كبير، لذلك ينبغي وغالباً ما يتم التعامل معها على شكل محاليل في ثنائي إيثيل الإيثر أو رباعي هيدرو الفوران.

## التفاعلات الكيميائية
يمكن تمثيل المخطط العام للتفاعلات الكيميائية لكواشف غرينيار على الشكل التالي: